# هیتس‌ویل (ویرجینیا)
هیتس‌ویل (به انگلیسی: Heathsville) یک منطقهٔ مسکونی در ایالات متحده آمریکا است که در Northumberland County واقع شده‌است. هیتس‌ویل ۱۴۲ نفر جمعیت دارد.